# 松本哉 (作家)
松本 哉（まつもと はじめ、1943年- ）は、日本の作家、編集者。

## 経歴
神戸生まれ。神戸大学理学部卒業。河出書房、東京図書で科学書の編集に携わった後、フリーとなり、作家・風景画家として活躍。

## 著書
- すみだ川横丁絵巻 (都市のジャーナリズム) 松本 哉 三省堂 1986/4/1
- 芥川龍之介の顔 松本 哉 (三省堂選書)   1988/2/1
- 今朝の一句: イラスト歳時記365日 清水哲男、 松本哉 河出書房新社1989/2/1
- 東京下町散策図 松本 哉 新人物往来社 1991/3/1
- 永井荷風の東京空間 松本 哉 河出書房新社 1992/12/1
- 永井荷風ひとり暮し 松本 哉 三省堂 1994/3/1
- 365日今日はこんな日: 付:逆引き索引・年度別全カレンダー 松本 哉 三省堂 1994/11/1
- すみだ川を渡った花嫁 松本 哉 河出書房新社 1995/10/1
- 大江戸散歩絵図 松本 哉 新人物往来社 1996/11/1
- ぶらり東京絵図 松本 哉 三省堂 1996/11/1
- 荷風極楽 松本 哉 三省堂 1998/12/1
- 寺田寅彦は忘れた頃にやって来る 松本 哉 (集英社新書)   2002/5/17
- 女たちの荷風 松本 哉 白水社  2002/10/1
- 幸田露伴と明治の東京 松本 哉 (PHP新書) 2020/10/6
- 永井荷風という生き方 松本 哉 (集英社新書)   | 2006/10/17
- すみだ川気まま絵図 松本 哉ちくま文庫 2014/9/10